# 224省道 (安徽省)
安徽省道224，全称夏楼-怀远公路，简称夏怀路，曾用编号 房固路，是安徽省省道之一。 224省道起于宿州市灵璧县下楼镇，连接 京福线，终于蚌埠市怀远县榴城镇，连接 威汕线。途经灵璧县、固镇县、怀远县。